# ビル・ウェステンホファー
ビル・ウェステンホファー（Bill Westenhofer）は、1994年よりリズム&ヒューズ・スタジオに所属する視覚効果スーパーバイザーである。

## 来歴
コネチカット州ブルックフィールド出身であり、ブルックフィールド高等学校を1986年に卒業した。その後、1990年に バックネル大学でコンピューター・サイエンスとエンジニアリングの理学士号を取得する。またジョージ・ワシントン大学工学応用科学科で物理ベースのアニメーションにおけるダイナミクスの使用を学び、1995年に修士号を取得した。
1994年、リズム&ヒューズ・スタジオにテクニカル・ディレクターとして入社し、『バットマン フォーエヴァー』や多数のコマーシャルで照明やエフェクトアニメーションを手がけた。『スピード2』、『スポーン』、『マウス・ハント』、『ミラクル・アドベンチャー/カザーン』、『ウォーターワールド』ではCGスーパーバイザーとしてクレジットされた。また、『エルフ -サンタの国からやってきた-』、『ランダウン ロッキング・ザ・アマゾン』、『スチュアート・リトル2』、『メン・イン・ブラック2』、『キャッツ & ドッグス 』、『スパイダー』、『オーロラの彼方へ』、『スチュアート・リトル』、『ベイブ/都会へ行く』ではVFXスーパーバイザーとしてクレジットされた。
2005年には『ナルニア国物語/第1章: ライオンと魔女』で400人およぶデジタルアーティストを監修し、アカデミー視覚効果賞にノミネートされた。また2007年の『ライラの冒険 黄金の羅針盤』、2012年の『ライフ・オブ・パイ/トラと漂流した227日』ではアカデミー視覚効果賞と英国アカデミー賞特殊視覚効果賞を受賞した。第85回アカデミー賞授賞式での受賞者スピーチでウェステンホファーはリズム&ヒューズ・スタジオの財政問題について話そうとしたが、途中でマイクが切られ、後にそのことに関して視覚効果業界から抗議の声が挙がった 。